# Din cîntecele Mariei Tănase I

Din cîntecele Mariei Tănase I este un album al cântăreței de muzică populară Maria Tănase. Acompaniază: Orchestra de muzică populară a Radioteleviziunii, dirijor Victor Predescu (3, 7, 8) alte formații (1, 2, 4, 5, 6, 9, 10, 11, 12, 13, 14).

## Detalii ale albumului
- Gen: Folclor
- Limba: Română
- Sunet: Stereo
- Înregistrat: Studio
- Casa de discuri: Electrecord
- Catalog #: EPE 0135
- Data lansarii albumului: 1984 (N.I.I. 433/1984)

## Lista pieselor
- 01 - A1 - Doina din Maramureș (3:59] [1]
- 02 - A2 - Lung e drumul Gorjului (3:23) [2]
- 03 - A3 - Doda, doda (4:31) [3]
- 04 - A4 - Aseară ți-am luat basma (3:06) [4]
- 05 - A5 - Cantec din Oaș (2:08) [5]
- 06 - A6 - Pe vale tato pe vale (2:11) [6]
- 07 - A7 - Bun e vinul ghiurghiuliu (3:36) [7]
- 08 - B1 - Cine iubește și lasă (3:26) [8]
- 09 - B2 - Măi Gheorghiță un-te duci? (3:06) [9]
- 10 - B3 - Astă noapte te-am visat (3:04) [10]
- 11 - B4 - Iac-așa (2:14) [11]
- 12 - B5 - Aseară vântul bătea (2:49) [12]
- 13 - B6 - Ciuleandra (3:14) [13]
- 14 - B7 - Dragi mi-s cântecele mele (3:43) [14]